# Openmoko (entreprise)
Pour les articles homonymes, voir Openmoko (homonymie).
Openmoko est une entreprise informatique taïwanaise connue pour la conception et la fabrication de smartphones et la réalisation du système d'exploitation Openmoko.

## Histoire
La société est née en 2008 d'un projet de développement de smartphones sous GNU/Linux financé par la société First International Computer (FIC).
Openmoko annonce l'arrêt de ses développements pour smartphones le 6 avril 2009.
Le 9 juin 2011, la société annonce le développement d'un site web de partage de vidéos et semble ainsi entamer une réorientation de ses activités vers les médias sociaux.

## Matériel informatique

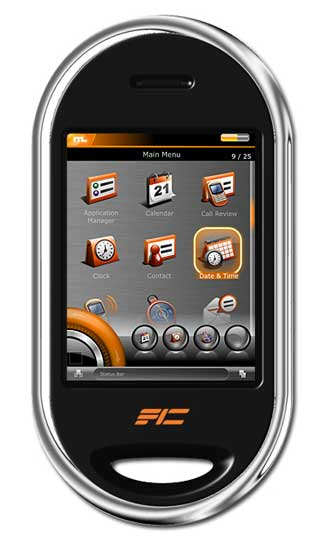
Le Neo1973, base de développement d'Openmoko

### Neo1973
Le Neo1973 de FIC est le premier smartphone utilisant OpenMoko, et leurs développements sont étroitement liés : il utilise le logo Openmoko et est disponible sur le site de l'entreprise. Les deux produits sont pourtant bien distincts. Il est vendu du 9 juillet 2007 à février 2008 au prix de 300 dollars (US$) pour la version basique ou au prix de 450 dollars (US$) pour la version livrée avec des outils dédiés au matériel informatique.

### Neo FreeRunner
La version suivante, le Neo FreeRunner, est commercialisé le 24 juin 2008. Il est annoncé comme la version grand public du Neo 1973 mais n'aura finalement été vendu qu'à échelle réduite et à l'attention des développeurs.

### WikiReader
Lancé en octobre 2009, WikiReader est un appareil électronique à écran tactile monochrome spécialisé dans la consultation hors-ligne de Wikipédia.

## Le système OpenMoko
La première version du système OpenMoko est annoncée le 20 janvier 2007. Le projet est maintenu au sein de l'entreprise par une équipe conmprenant Harald Welte, Michael Lauer et Werner Almesberger. Les développements sont arrêtés en avril 2009, probablement pour des raisons financières, mais le code source, par nature libre, reste disponible.